# Africa Trail
Africa Trail (tạm dịch: Đường mòn châu Phi) thuộc thể loại giáo dục kết hợp với các thể loại khác như phiêu lưu, mô phỏng và thể thao dựa trên ý tưởng tương tự từ Đường mòn Oregon, do MECC phát triển và The Learning Company phát hành vào năm 1995.

## Lối chơi
Game xoay quanh việc du lịch khắp châu Phi bằng xe đạp. Người chơi được phép chọn ba trong số sáu thành viên để hỗ trợ trong chuyến đi của mình, điểm xuất phát có thể bắt đầu ở Bizerte, Tunisia, Lagos, Nigeria; hoặc Nairobi, Kenya và điểm kết thúc ở Lagos, Nairobi, hoặc Cape Agulhas, Nam Phi. Lối chơi tương tự như các game "Trail" khác của MECC, khi người chơi phải chuẩn bị cho một cuộc hành trình dài, chọn những người bạn đồng hành và đi đến đích một cách an toàn. Trong Africa Trail, người chơi phải chu du khắp châu Phi bằng xe đạp. Trò chơi bao gồm một bộ Công cụ Tài nguyên Đa phương tiện cho phép người chơi viết nhật ký và trình bày cuộc hành trình của riêng mình.
Mục tiêu của trò chơi là đến Cape Agulhas, Nam Phi trong một số ngày hạn chế. Đầu tiên người chơi phải chọn một tuyến đường, đi tuyến đường dài hơn từ Bizerte, Tunisia hoặc hai tuyến đường ngắn hơn từ Lagos, Nigeria hoặc Nairobi, Kenya. Tiếp theo, người chơi phải chọn ba trong số sáu đồng đội có thể có cho đội. Các đồng đội khác nhau tùy theo nghề nghiệp, kỹ năng, kinh nghiệm đi xe đạp, kinh nghiệm du lịch và sở thích đi bộ. Đồng đội nhất định sẽ làm cho cuộc hành trình dễ dàng hơn và có nhiều khả năng đến đích cuối cùng trong thời gian tốt. Đội của người chơi sẽ bắt đầu với mỗi chiếc xe đạp, vật dụng cơ bản và tiền để mua thức ăn, vật dụng bổ sung và chỗ ở. Sau đó, người chơi cần mua phụ tùng thay thế cho xe đạp. Người chơi có thể mang theo các vật phẩm trị giá tới 300 bảng Anh.
Trước khi người chơi có thể nhập cảnh vào một quốc gia mới, cần có tem thị thực trên hộ chiếu, có thể nhận được ở các thành phố lớn hoặc thủ đô, nếu không người chơi sẽ buộc phải lùi lại. Thị thực tốn tiền và mất một số ngày để được đăng ký. Giao tiếp với người dân địa phương khác nhau tùy thuộc vào trình độ ngôn ngữ của đồng đội của người chơi. Đội xe đạp sẽ cần ăn uống và nghỉ ngơi theo thời gian.
Thức ăn có thể mua ở dạng tạp hóa (rẻ hơn và để được lâu hơn, nhưng không bổ sung nhiều) hoặc bữa ăn (bổ sung đầy đủ chất dinh dưỡng, nhưng hỏng sau một thời gian ngắn và đắt hơn) để nuôi đội xe đạp. Người chơi cũng có thể mua thêm các bộ phận của xe đạp để sửa chữa xe đạp. Chỗ ở được cung cấp trong các phòng trọ để cho phép đội xe đạp nghỉ ngơi. Giá sẽ thay đổi tùy theo địa phương và loại tiền mà người chơi sử dụng. Các giao dịch mua có thể được mua trực tiếp, mặc cả hoặc mua bằng thẻ tín dụng. Tất cả mọi thứ mua thêm vào trọng lượng đóng gói. Người chơi không được vượt quá trọng lượng tối đa mà đội xe đạp có thể mang.
Việc đi lại của đội xe đạp phụ thuộc vào sức khỏe và mức độ tinh thần của họ (người chơi không có mức độ tinh thần). Sức khỏe giảm nếu đồng đội gặp chấn thương, gặp vấn đề sức khỏe nào đó trong hành trình hoặc đói. Nếu hết sức khỏe, cầu thủ hoặc đồng đội phải được gửi về nhà. Tinh thần giảm sút khi một đồng đội nhận thấy các quyết định của người chơi không đáng tin cậy và mất hy vọng hoàn thành cuộc hành trình. Nếu hết nhuệ khí, đồng đội sẽ rời đội.

## Thiết kế

### Phát triển
Trò chơi sử dụng hơn 1.000 bức ảnh và hai chục video clip thu được từ chuyến đi dài 12.000 dặm khắp châu Phi của những người đi xe đạp nổi tiếng thế giới, bao gồm Dan Buettner, người đã thực hiện chuyến đi kiểu "Africatrek" vào năm 1992.
MECC đã cung cấp cho các thành viên của Washington Apple Pi một bộ sưu tập CD-ROM 5 gói đặc biệt về các trò chơi phiêu lưu của họ, bao gồm cả tựa game này.

### Mục tiêu giáo dục
Game cho người chơi nhìn thấy các nền văn hóa và các tuyến đường du lịch khác nhau ở châu Phi. Các chủ đề trong trò chơi bao gồm Địa lý, Lịch sử, Con người và Đa dạng Văn hóa. Ngoài ra, trò chơi dạy tầm quan trọng của việc ra quyết định cẩn thận và quản lý các nguồn tài nguyên sẵn có cũng như những khó khăn của các nước thuộc thế giới thứ ba.

## Đón nhận

### Phê bình
World Village đã viết rằng trò chơi này "phù hợp nhất như một công cụ bổ sung cho các nghiên cứu xã hội châu Phi", vì nhiều trẻ em đi học trong độ tuổi mục tiêu sẽ không được học đầy đủ về châu Phi vào khoảnh khắc trong cuộc đời của chúng. AllGameGuide cho biết trò chơi "mô phỏng tốt cảm giác của một chuyến đi xe đạp," nhưng nói thêm "nó kém thành thạo hơn trong việc cho người chơi thấy người dân châu Phi. Bạn có thể cảm nhận được con người và văn hóa, nhưng thông tin thực sự không hơn một cái nhìn thoáng qua." Nhà đánh giá phần mềm dành cho trẻ em Warren Buckleitner đã khen ngợi trò chơi về độ chi tiết của nó nhưng cảm thấy nó không đáp ứng được chất lượng của Oregon Trail II. H-Net cảm thấy nó vượt trội hơn nhiều so với The Oregon Trail. Tờ Orlando Sentinel cảm nhận là tựa game này cho phép người chơi kiểm tra kỹ năng tư duy phản biện của họ. Tờ The Boston Globe ghi nhận game cho phép người chơi khám phá cuộc sống của châu Phi. MacUser thì khen ngợi đồ họa và âm nhạc của trò chơi.

### Quảng bá
Game được xem thử trước tại Electronic Entertainment Expo 1995.